# Equipos participantes en la Copa Africana de Naciones 2017
Son 16 los equipos participantes en la Copa Africana de Naciones 2017, cada asociación nacional debió presentar ante la secretaria de la Confederación Africana de Fútbol (CAF) una lista con un máximo de 23 jugadores hasta 10 días antes del partido inaugural del torneo. Cualquier asociación nacional que no hubiese presentado su lista dentro del plazo establecido sería acreedor de una multa de 20 000 dólares ($). Si la lista de 23 jugadores no hubiera sido recibida por la secretaria de la CAF 7 días antes del inicio del partido inaugural, al equipo implicado solo se le permitiría registrar 21 jugadores.
Los jugadores de la lista final no podían ser reemplazados a menos que se produjera una lesión seria de alguno de ellos hasta 24 horas antes del inicio del primer partido de su selección en el torneo. El reemplazo debía ser aprobado por el comité médico de la CAF luego que este organismo haya recibido un detallado certificado médico por parte de la asociación interesada en reemplazar algún jugador.
Las consideraciones anteriores fueron tomadas de acuerdo al capítulo 30 (Lista de jugadores para el torneo final), artículo 72 del reglamento de la Copa Africana de Naciones 2017.
Las listas finales fueron publicadas por la CAF el 8 de enero de 2017.

## Argelia
- Lista preliminar de 31 jugadores anunciada el 22 de diciembre de 2016,[4] el centrocampista Sofiane Hanni fue añadido posteriormente por una omisión en la primera publicación.[5]
- Lista final de 23 jugadores anunciada el 31 de diciembre de 2016.[6][7]
- Entrenador:  Georges Leekens

| #  | Nombre                     | Posición       | Nacimiento (Edad)                   | PJ Sel | G  | Club               |
| -- | -------------------------- | -------------- | ----------------------------------- | ------ | -- | ------------------ |
| 1  | Chamseddine Rahmani        | Portero        | 15 de septiembre de 1990 (-27 años) | 0      | 0  | Béjaïa             |
| 2  | Aïssa Mandi                | Defensa        | 22 de octubre de 1991 (-26 años)    | 24     | 1  | Real Betis         |
| 3  | Faouzi Ghoulam             | Defensa        | 1 de febrero de 1991 (-26 años)     | 29     | 5  | Napoli             |
| 4  | Liassine Cadamuro-Bentaïba | Defensa        | 5 de marzo de 1988 (-29 años)       | 11     | 0  | Servette Genève    |
| 5  | Hichem Belkeroui           | Defensa        | 24 de agosto de 1990 (-27 años)     | 9      | 0  | Espérance de Tunis |
| 6  | Djamel Mesbah              | Defensa        | 9 de octubre de 1984 (-33 años)     | 33     | 1  | Crotone            |
| 7  | Riyad Mahrez               | Delantero      | 21 de febrero de 1991 (-26 años)    | 26     | 6  | Leicester City     |
| 8  | Ismaël Bennacer1           | Centrocampista | 1 de diciembre de 1997 (-20 años)   | 1      | 0  | Arsenal            |
| 9  | Sofiane Hanni              | Delantero      | 29 de diciembre de 1990 (-27 años)  | 1      | 0  | Anderlecht         |
| 10 | Nabil Bentaleb             | Centrocampista | 24 de noviembre de 1994 (-23 años)  | 20     | 4  | Schalke 04         |
| 11 | Yacine Brahimi             | Centrocampista | 8 de febrero de 1990 (-27 años)     | 30     | 7  | Porto              |
| 12 | Mohamed Benyahia           | Defensa        | 30 de junio de 1992 (-25 años)      | 0      | 0  | USM Alger          |
| 13 | Islam Slimani              | Delantero      | 18 de junio de 1988 (-29 años)      | 46     | 24 | Leicester City     |
| 14 | Baghdad Bounedjah          | Delantero      | 24 de noviembre de 1991 (-26 años)  | 7      | 0  | Al-Sadd            |
| 15 | El Arbi Hillel Soudani     | Delantero      | 25 de noviembre de 1987 (-30 años)  | 38     | 21 | Dinamo Zagreb      |
| 16 | Malik Asselah              | Portero        | 8 de julio de 1986 (-31 años)       | 0      | 0  | Kabylie            |
| 17 | Adlène Guedioura           | Centrocampista | 12 de noviembre de 1985 (-32 años)  | 34     | 2  | Watford            |
| 18 | Rachid Ghezzal             | Centrocampista | 9 de mayo de 1992 (-25 años)        | 7      | 1  | Olympique de Lyon  |
| 19 | Mehdi Abeid                | Centrocampista | 6 de agosto de 1992 (-25 años)      | 3      | 0  | Dijon              |
| 20 | Mokhtar Belkhiter          | Defensa        | 15 de enero de 1992 (-25 años)      | 0      | 0  | Club Africain      |
| 21 | Ramy Bensebaini            | Defensa        | 16 de abril de 1995 (-22 años)      | 0      | 0  | Stade Rennes       |
| 22 | Mohamed Meftah             | Defensa        | 5 de mayo de 1985 (-32 años)        | 7      | 0  | USM Alger          |
| 23 | Raïs M'Bolhi               | Portero        | 25 de abril de 1986 (-31 años)      | 48     | 0  | Antalyaspor        |

## Burkina Faso
- Una lista preliminar de 24 jugadores y otra con 13 jugadores reservistas fueron anunciadas el 15 de diciembre de 2016.[11][12] Souleymane Koanda fue añadido a la lista preliminar el 21 de diciembre.[13]
- Lista final de 23 jugadores anunciada el 5 de enero de 2017.[14][15] Los dos jugadores descartados de la lista preliminar fueron Ernest Aboubacar Congo e Issoumaila Lengani.[16]
- Entrenador:  Paulo Jorge Rebelo Duarte

| #  | Nombre              | Posición       | Nacimiento (Edad)                   | PJ Sel | G  | Club                   |
| -- | ------------------- | -------------- | ----------------------------------- | ------ | -- | ---------------------- |
| 1  | Aboubakar Sawadogo  | Portero        | 10 de agosto de 1989 (-28 años)     | 0      | 0  | Rail Club du Kadiogo   |
| 2  | Steeve Yago         | Defensa        | 16 de diciembre de 1992 (-25 años)  | 28     | 0  | Toulouse               |
| 3  | Issouf Paro         | Defensa        | 16 de octubre de 1994 (-23 años)    | 2      | 0  | Santos                 |
| 4  | Bakary Koné         | Defensa        | 27 de abril de 1988 (-29 años)      | 64     | 0  | MáLaga                 |
| 5  | Patrick Malo        | Defensa        | 18 de febrero de 1992 (-25 años)    | 6      | 0  | Smouha                 |
| 6  | Bakary Saré         | Centrocampista | 5 de abril de 1990 (-27 años)       | 2      | 0  | Moreirense             |
| 7  | Prejuce Nakoulma    | Centrocampista | 21 de abril de 1987 (-30 años)      | 35     | 8  | Kayserispor            |
| 8  | Abdou Razack Traoré | Centrocampista | 28 de diciembre de 1988 (-29 años)  | 30     | 3  | Kardemir Karabükspor   |
| 9  | Banou Diawara       | Delantero      | 13 de febrero de 1992 (-25 años)    | 6      | 3  | Smouha                 |
| 10 | Alain Traoré        | Delantero      | 31 de diciembre de 1988 (-29 años)  | 43     | 19 | Kayserispor            |
| 11 | Jonathan Pitroipa   | Delantero      | 12 de abril de 1986 (-31 años)      | 66     | 18 | Al-Nasr                |
| 12 | Adama Guira         | Centrocampista | 24 de abril de 1988 (-29 años)      | 14     | 0  | Lens                   |
| 13 | Souleymane Koanda   | Defensa        | 21 de septiembre de 1992 (-25 años) | 2      | 0  | ASEC Mimosas           |
| 14 | Issoufou Dayo       | Defensa        | 6 de agosto de 1991 (-26 años)      | 18     | 0  | Renaissance de Berkane |
| 15 | Aristide Bancé      | Delantero      | 19 de septiembre de 1984 (-33 años) | 58     | 16 | ASEC Mimosas           |
| 16 | Hervé Koffi         | Portero        | 16 de octubre de 1996 (-21 años)    | 3      | 0  | ASEC Mimosas           |
| 17 | Jonathan Zongo      | Centrocampista | 16 de abril de 1989 (-28 años)      | 20     | 2  | Almería                |
| 18 | Charles Kaboré      | Centrocampista | 9 de febrero de 1988 (-29 años)     | 72     | 4  | Krasnodar              |
| 19 | Bertrand Traoré     | Centrocampista | 6 de septiembre de 1995 (-22 años)  | 30     | 3  | Ajax de Ámsterdam      |
| 20 | Yacouba Coulibaly   | Defensa        | 2 de octubre de 1994 (-23 años)     | 3      | 0  | RCB                    |
| 21 | Cyrille Bayala      | Delantero      | 24 de mayo de 1996 (-21 años)       | 5      | 1  | Sheriff Tiraspol       |
| 22 | Ibrahim Blati Touré | Centrocampista | 4 de agosto de 1994 (-23 años)      | 0      | 0  | Omonia Nicosia         |
| 23 | Germain Sanou       | Portero        | 26 de mayo de 1992 (-25 años)       | 22     | 0  | Beauvais               |

## Camerún
- Lista preliminar de 35 jugadores anunciada el 12 de diciembre de 2016.[17][18] El 20 de diciembre de 2016 se conoció que André Onana, Guy N'dy Assembé, Joël Matip, Allan Nyom, Maxime Poundjé, André-Frank Zambo Anguissa e Ibrahim Amadou declinaron su participación en el torneo por diferentes razones,[19][20] más tarde, el delantero Eric Maxim Choupo-Moting también tomó esta decisión para permanecer en los entrenamientos de su club Schalke 04.[21]
- Lista final de 23 jugadores anunciada el 4 de enero de 2016.[22][23] Los últimos cuatro descartes de la lista preliminar fueron Aurélien Chedjou, Henri Bedimo, Franck Kom y Anatole Abang.
- Entrenador:  Hugo Broos

| #  | Nombre                 | Posición       | Nacimiento (Edad)                   | PJ Sel | G  | Club                   |
| -- | ---------------------- | -------------- | ----------------------------------- | ------ | -- | ---------------------- |
| 1  | Fabrice Ondoa          | Portero        | 24 de diciembre de 1995 (-22 años)  | 21     | 0  | Sevilla Atlético       |
| 2  | Ernest Mabouka         | Defensa        | 16 de junio de 1988 (-29 años)      | 0      | 0  | Žilina                 |
| 3  | Nicolas N'Koulou       | Defensa        | 27 de marzo de 1990 (-27 años)      | 70     | 1  | Olympique de Lyon      |
| 4  | Adolphe Teikeu         | Defensa        | 23 de junio de 1990 (-27 años)      | 4      | 0  | Sochaux-Montbéliard    |
| 5  | Michael Ngadeu-Ngadjui | Defensa        | 23 de noviembre de 1990 (-27 años)  | 4      | 0  | Slavia Praga           |
| 6  | Ambroise Oyongo        | Defensa        | 22 de junio de 1991 (-26 años)      | 21     | 1  | Montreal Impact        |
| 7  | Clinton N'Jie          | Delantero      | 15 de agosto de 1993 (-24 años)     | 15     | 6  | Olympique de Marsella  |
| 8  | Benjamin Moukandjo     | Delantero      | 12 de noviembre de 1988 (-29 años)  | 39     | 6  | Lorient                |
| 9  | Jacques Zoua           | Delantero      | 6 de septiembre de 1991 (-26 años)  | 13     | 0  | Kaiserslautern         |
| 10 | Vincent Aboubakar      | Delantero      | 22 de enero de 1992 (-25 años)      | 47     | 13 | Beşiktaş               |
| 11 | Edgar Salli            | Delantero      | 17 de agosto de 1992 (-25 años)     | 31     | 4  | Nürnberg               |
| 12 | Franck Boya            | Centrocampista | 1 de julio de 1996 (-21 años)       | 5      | 0  | APEJES Academy         |
| 13 | Christian Bassogog     | Delantero      | 18 de octubre de 1995 (-22 años)    | 1      | 0  | Aalborg                |
| 14 | Georges Mandjeck       | Centrocampista | 9 de diciembre de 1988 (-29 años)   | 27     | 0  | Metz                   |
| 15 | Sébastien Siani        | Centrocampista | 21 de diciembre de 1986 (-31 años)  | 10     | 1  | Oostende               |
| 16 | Jules Goda             | Portero        | 30 de mayo de 1989 (-28 años)       | 1      | 0  | Ajaccio                |
| 17 | Arnaud Djoum           | Centrocampista | 2 de mayo de 1989 (-28 años)        | 3      | 0  | Heart of Midlothian    |
| 18 | Robert Ndip Tambe      | Delantero      | 22 de febrero de 1994 (-23 años)    | 2      | 0  | Spartak Trnava         |
| 19 | Collins Fai            | Defensa        | 13 de agosto de 1992 (-25 años)     | 2      | 0  | Standard Lieja         |
| 20 | Karl Toko-Ekambi       | Delantero      | 14 de septiembre de 1992 (-25 años) | 8      | 1  | Angers                 |
| 21 | Mohamed Djetei         | Defensa        | 18 de agosto de 1994 (-23 años)     | 9      | 0  | Gimnàstic de Tarragona |
| 22 | Jonathan Ngwem         | Defensa        | 20 de julio de 1991 (-26 años)      | 0      | 0  | Progresso              |
| 23 | Georges Mbokwe         | Portero        | 14 de julio de 1989 (-28 años)      | 0      | 0  | Coton Sport            |

## Costa de Marfil
- Lista preliminar de 24 jugadores anunciada el 28 de diciembre de 2016.[24][25]
- Lista final de 23 jugadores anunciada el 4 de enero de 2017, el defensa Ousmane Viera fue el descartado de la lista preliminar.[26][27]
- Entrenador:  Michel Dussuyer

| #  | Nombre              | Posición       | Nacimiento (Edad)                   | PJ Sel | G  | Club                |
| -- | ------------------- | -------------- | ----------------------------------- | ------ | -- | ------------------- |
| 1  | Sayouba Mandé       | Portero        | 15 de junio de 1993 (-24 años)      | 4      | 0  | Stabæk              |
| 2  | Nicolas Pépé        | Delantero      | 29 de mayo de 1995 (-22 años)       | 1      | 0  | Angers              |
| 3  | Serge Yao N'Guessan | Centrocampista | 31 de julio de 1994 (-23 años)      | 13     | 1  | Nancy-Lorraine      |
| 4  | Lamine Koné         | Defensa        | 1 de febrero de 1989 (-28 años)     | 8      | 0  | Sunderland          |
| 5  | Wilfried Kanon      | Defensa        | 6 de julio de 1993 (-24 años)       | 14     | 1  | ADO Den Haag        |
| 6  | Jean Michaël Seri   | Centrocampista | 19 de julio de 1991 (-26 años)      | 8      | 1  | Nice                |
| 7  | Victorien Angban    | Centrocampista | 29 de septiembre de 1996 (-21 años) | 5      | 0  | Granada             |
| 8  | Salomon Kalou       | Delantero      | 5 de agosto de 1985 (-32 años)      | 86     | 27 | Hertha de Berlín    |
| 9  | Wilfried Zaha       | Delantero      | 10 de noviembre de 1992 (-25 años)  | 0      | 0  | Crystal Palace      |
| 10 | Cheick Doukouré     | Centrocampista | 11 de septiembre de 1992 (-25 años) | 10     | 0  | Metz                |
| 11 | Franck Kessié       | Centrocampista | 19 de diciembre de 1996 (-21 años)  | 10     | 0  | Atalanta            |
| 12 | Wilfried Bony       | Delantero      | 10 de diciembre de 1988 (-29 años)  | 46     | 13 | Stoke City          |
| 13 | Giovanni Sio        | Delantero      | 31 de marzo de 1989 (-28 años)      | 19     | 2  | Stade Rennes        |
| 14 | Jonathan Kodjia     | Delantero      | 22 de octubre de 1989 (-28 años)    | 6      | 3  | Aston Villa         |
| 15 | Max-Alain Gradel    | Delantero      | 30 de noviembre de 1987 (-30 años)  | 49     | 9  | Bournemouth         |
| 16 | Sylvain Gbohouo     | Portero        | 29 de octubre de 1988 (-29 años)    | 21     | 0  | Mazembe             |
| 17 | Serge Aurier        | Defensa        | 24 de diciembre de 1992 (-25 años)  | 32     | 0  | Paris Saint-Germain |
| 18 | Adama Traoré        | Defensa        | 3 de febrero de 1990 (-27 años)     | 5      | 0  | Basel               |
| 19 | Simon Deli          | Defensa        | 27 de octubre de 1991 (-26 años)    | 4      | 0  | Slavia Praga        |
| 20 | Serey Die           | Centrocampista | 7 de noviembre de 1984 (-33 años)   | 29     | 0  | Basel               |
| 21 | Eric Bailly         | Defensa        | 12 de abril de 1994 (-23 años)      | 15     | 0  | Manchester United   |
| 22 | Mamadou Bagayoko    | Defensa        | 31 de diciembre de 1989 (-28 años)  | 4      | 0  | Sint-Truidense      |
| 23 | Badra Ali Sangaré   | Portero        | 30 de mayo de 1986 (-31 años)       | 9      | 0  | Tanda               |

## Egipto
- Lista preliminar de 27 jugadores anunciada el 29 de diciembre de 2016.[28][29]
- Lista preliminar de 23 jugadores anunciada el 4 de enero de 2017.[30][31]
- Entrenador:  Héctor Cúper

| #  | Nombre               | Posición       | Nacimiento (Edad)                   | PJ Sel | G  | Club                 |
| -- | -------------------- | -------------- | ----------------------------------- | ------ | -- | -------------------- |
| 1  | Essam El-Hadary      | Portero        | 15 de enero de 1973 (-44 años)      | 145    | 0  | Wadi Degla           |
| 2  | Ali Gabr             | Defensa        | 1 de enero de 1989 (-29 años)       | 9      | 0  | Zamalek              |
| 3  | Ahmed Elmohamady     | Defensa        | 9 de septiembre de 1987 (-30 años)  | 72     | 2  | Hull City            |
| 4  | Omar Gaber           | Defensa        | 30 de enero de 1992 (-25 años)      | 15     | 0  | Basel                |
| 5  | Ibrahim Salah        | Centrocampista | 1 de abril de 1987 (-30 años)       | 30     | 1  | Zamalek              |
| 6  | Ahmed Hegazy         | Defensa        | 25 de enero de 1991 (-26 años)      | 29     | 0  | Al-Ahly              |
| 7  | Ahmed Fathi (2.º)    | Defensa        | 10 de noviembre de 1984 (-33 años)  | 111    | 3  | Al-Ahly              |
| 8  | Tarek Hamed          | Centrocampista | 24 de octubre de 1988 (-29 años)    | 9      | 0  | Zamalek              |
| 9  | Ahmed Hassan Mahgoub | Delantero      | 5 de marzo de 1993 (-24 años)       | 11     | 5  | Sporting Braga       |
| 10 | Mohamed Salah        | Centrocampista | 15 de junio de 1992 (-25 años)      | 45     | 27 | Roma                 |
| 11 | Mahmoud Hassan       | Centrocampista | 1 de octubre de 1994 (-23 años)     | 11     | 2  | Royal Excel Mouscron |
| 12 | Ahmed Duiedar        | Defensa        | 29 de octubre de 1987 (-30 años)    | 9      | 0  | Zamalek              |
| 13 | Mohamed Abdel-Shafy  | Defensa        | 1 de julio de 1985 (-32 años)       | 38     | 1  | Al-Ahli Saudi        |
| 14 | Ramadan Sobhi        | Centrocampista | 23 de enero de 1997 (-20 años)      | 11     | 1  | Stoke City           |
| 15 | Karim Hafez          | Defensa        | 12 de marzo de 1996 (-21 años)      | 2      | 0  | Lens                 |
| 16 | Sherif Ekramy        | Portero        | 10 de julio de 1983 (-34 años)      | 17     | 0  | Al-Ahly              |
| 17 | Mohamed El Nenny     | Centrocampista | 11 de julio de 1992 (-25 años)      | 47     | 3  | Arsenal              |
| 18 | Marwan Mohsen        | Delantero      | 26 de febrero de 1989 (-28 años)    | 11     | 4  | Al-Ahly              |
| 19 | Abdallah El-Said     | Centrocampista | 13 de julio de 1985 (-32 años)      | 19     | 5  | Al-Ahly              |
| 20 | Saad Samir           | Defensa        | 1 de abril de 1989 (-28 años)       | 5      | 0  | Al-Ahly              |
| 21 | Mahmoud Kahraba      | Centrocampista | 13 de abril de 1994 (-23 años)      | 9      | 1  | Ittihad              |
| 22 | Amr Warda            | Centrocampista | 17 de septiembre de 1993 (-24 años) | 6      | 0  | Panetolikos          |
| 23 | Ahmed El-Shenawy     | Portero        | 14 de mayo de 1991 (-26 años)       | 24     | 0  | Zamalek              |

## Gabón
- Lista final de 23 jugadores anunciada el 27 de diciembre de 2016. Además se nombraron a tres jugadores como reservistas ante una eventual lesión o ausencia de alguno de los 23 convocados, estos fueron: Axel Méyé (Eskisehirspor, Turquía), Johan Lengoualama (Raja Casablanca, Marruecos), Donald Nzé (AS Pelican).[32][33]
- Entrenador:  José Antonio Camacho

| #  | Nombre                          | Posición       | Nacimiento (Edad)                  | PJ Sel | G  | Club                   |
| -- | ------------------------------- | -------------- | ---------------------------------- | ------ | -- | ---------------------- |
| 1  | Didier Ovono                    | Portero        | 23 de enero de 1983 (-34 años)     | 94     | 0  | Oostende               |
| 2  | Aaron Appindangoyé              | Defensa        | 20 de febrero de 1992 (-25 años)   | 33     | 1  | Stade Laval            |
| 3  | Franck Perrin Obambou           | Defensa        | 26 de junio de 1995 (-22 años)     | 5      | 1  | Stade Mandji           |
| 4  | Merlin Tandjigora               | Centrocampista | 6 de abril de 1990 (-27 años)      | 23     | 1  | Meizhou Hakka          |
| 5  | Bruno Ecuele Manga              | Defensa        | 16 de julio de 1988 (-29 años)     | 61     | 6  | Cardiff City           |
| 6  | Johann Obiang                   | Defensa        | 5 de julio de 1993 (-24 años)      | 18     | 0  | Troyes                 |
| 7  | Malick Evouna                   | Delantero      | 28 de noviembre de 1992 (-25 años) | 26     | 12 | Tianjin Teda           |
| 8  | Lloyd Palun                     | Defensa        | 28 de noviembre de 1988 (-29 años) | 37     | 0  | Red Star               |
| 9  | Pierre-Emerick Aubameyang       | Delantero      | 18 de junio de 1989 (-28 años)     | 50     | 19 | Borussia Dortmund      |
| 10 | Mario Lemina                    | Defensa        | 1 de septiembre de 1993 (-24 años) | 8      | 2  | Juventus               |
| 11 | Lévy Madinda                    | Centrocampista | 11 de junio de 1992 (-25 años)     | 42     | 5  | Gimnàstic de Tarragona |
| 12 | Guélor Kanga                    | Centrocampista | 1 de septiembre de 1990 (-27 años) | 30     | 2  | Estrella Roja          |
| 13 | Samson Mbingui                  | Centrocampista | 9 de febrero de 1992 (-25 años)    | 26     | 3  | Raja Casablanca        |
| 14 | Serge Kevyn Aboué Angoué        | Delantero      | 3 de agosto de 1994 (-23 años)     | 4      | 0  | União de Leiria        |
| 15 | Cédric Ondo Biyoghé             | Delantero      | 17 de agosto de 1994 (-23 años)    | 4      | 0  | Mounana                |
| 16 | Anthony Mfa Mezui               | Portero        | 7 de marzo de 1991 (-26 años)      | 7      | 0  | Agente libre           |
| 17 | André Biyogo Poko               | Defensa        | 7 de marzo de 1993 (-24 años)      | 43     | 1  | Kardemir Karabükspor   |
| 18 | Serge-Junior Martinsson Ngouali | Centrocampista | 23 de enero de 1992 (-25 años)     | 0      | 0  | Brommapojkarna         |
| 19 | Benjamin Zé Ondo                | Defensa        | 18 de junio de 1987 (-30 años)     | 18     | 0  | Mosta                  |
| 20 | Denis Bouanga                   | Delantero      | 11 de noviembre de 1994 (-23 años) | 0      | 0  | Tours                  |
| 21 | Yoann Wachter                   | Defensa        | 7 de abril de 1992 (-25 años)      | 1      | 0  | Sedan Ardennes         |
| 22 | Didier Ndong                    | Centrocampista | 17 de junio de 1994 (-23 años)     | 21     | 0  | Sunderland             |
| 23 | Yves Bitséki                    | Portero        | 23 de abril de 1983 (-34 años)     | 19     | 1  | Mounana                |

## Ghana
- Lista preliminar de 26 jugadores anunciada el 2 de enero de 2017.[34][35]
- Lista final de 23 jugadores anunciada el 4 de enero de 2017.[36][37] Los tres descartados de la lista preliminar fueron Joseph Larweh Attamah, Abdul Majeed Waris y Raphael Dwamena.
- Entrenador:  Avram Grant

| #  | Nombre                       | Posición       | Nacimiento (Edad)                   | PJ Sel | G  | Club                  |
| -- | ---------------------------- | -------------- | ----------------------------------- | ------ | -- | --------------------- |
| 1  | Brimah Razak                 | Portero        | 22 de junio de 1987 (-30 años)      | 23     | 0  | Córdoba               |
| 2  | Andy Yiadom                  | Defensa        | 2 de diciembre de 1991 (-26 años)   | 0      | 0  | Barnsley              |
| 3  | Asamoah Gyan                 | Delantero      | 22 de noviembre de 1985 (-32 años)  | 97     | 48 | Al-Ahli               |
| 4  | Jonathan Mensah              | Defensa        | 13 de julio de 1990 (-27 años)      | 55     | 1  | Columbus Crew         |
| 5  | Thomas Partey                | Centrocampista | 13 de junio de 1993 (-24 años)      | 5      | 0  | Atlético de Madrid    |
| 6  | Afriyie Acquah               | Centrocampista | 5 de enero de 1992 (-26 años)       | 25     | 1  | Torino                |
| 7  | Christian Atsu               | Centrocampista | 10 de enero de 1992 (-26 años)      | 49     | 10 | Newcastle United      |
| 8  | Emmanuel Agyemang-Badu (3.º) | Centrocampista | 2 de diciembre de 1990 (-27 años)   | 73     | 11 | Udinese               |
| 9  | Jordan Ayew                  | Delantero      | 11 de septiembre de 1991 (-26 años) | 42     | 11 | Aston Villa           |
| 10 | André Ayew (2.º)             | Centrocampista | 17 de diciembre de 1989 (-28 años)  | 71     | 12 | West Ham United       |
| 11 | Wakaso Mubarak               | Centrocampista | 25 de julio de 1990 (-27 años)      | 45     | 12 | Panathinaikos         |
| 12 | Richard Ofori                | Portero        | 1 de noviembre de 1993 (-24 años)   | 2      | 0  | Wa All-Stars          |
| 13 | Ebenezer Assifuah            | Delantero      | 3 de julio de 1993 (-24 años)       | 1      | 0  | Sion                  |
| 14 | Bernard Tekpetey             | Delantero      | 3 de septiembre de 1997 (-20 años)  | 0      | 0  | Schalke 04            |
| 15 | Ebenezer Ofori               | Centrocampista | 1 de julio de 1995 (-22 años)       | 0      | 0  | AIK Estocolmo         |
| 16 | Abdul-Fatau Dauda1           | Portero        | 6 de abril de 1985 (-32 años)       | 25     | 0  | Enyimba International |
| 17 | Baba Rahman                  | Defensa        | 2 de julio de 1994 (-23 años)       | 25     | 0  | Schalke 04            |
| 18 | Daniel Amartey               | Defensa        | 21 de diciembre de 1994 (-23 años)  | 13     | 0  | Leicester City        |
| 19 | Edwin Gyimah                 | Defensa        | 9 de marzo de 1991 (-26 años)       | 10     | 0  | Orlando Pirates       |
| 20 | Samuel Tetteh                | Centrocampista | 28 de julio de 1996 (-21 años)      | 7      | 1  | Liefering             |
| 21 | John Boye                    | Defensa        | 23 de abril de 1987 (-30 años)      | 54     | 4  | Sivasspor             |
| 22 | Frank Acheampong             | Defensa        | 16 de octubre de 1993 (-24 años)    | 14     | 2  | Anderlecht            |
| 23 | Harrison Afful               | Defensa        | 24 de julio de 1986 (-31 años)      | 71     | 0  | Columbus Crew         |

## Guinea-Bisáu
- Lista preliminar de 35 jugadores anunciada el 2 de diciembre de 2016.[39][40] Yazalde y Eliseu Cassamá decidieron rechazar la convocatoria.[41][42] Posteriormente la lista fue reducida a 26 jugadores.[43][44]
- Lista final de 23 jugadores anunciada el 7 de enero de 2017.[45][46] Los tres descartes de la lista preliminar de 26 fueron Zé Turbo, por lesión, Sene Dabó y Jean-Paul Mendy ambos por decisión técnica.[47]
- Entrenador:  Baciro Candé

| #  | Nombre               | Posición       | Nacimiento (Edad)                   | PJ Sel | G | Club                    |
| -- | -------------------- | -------------- | ----------------------------------- | ------ | - | ----------------------- |
| 1  | Jonas Mendes         | Portero        | 20 de noviembre de 1989 (-28 años)  | 19     | 0 | Salgueiros 08           |
| 2  | Emanuel Mendy        | Defensa        | 30 de marzo de 1990 (-27 años)      | 4      | 0 | Ceahlăul Piatra Neamț   |
| 3  | Lassana Camará       | Centrocampista | 29 de diciembre de 1991 (-26 años)  | 1      | 0 | Académico de Viseu      |
| 4  | Tomás Dabó           | Defensa        | 20 de octubre de 1993 (-24 años)    | 0      | 0 | Arouca                  |
| 5  | Rudinilson Silva     | Defensa        | 20 de agosto de 1994 (-23 años)     | 5      | 0 | Lechia Gdańsk           |
| 6  | Eridson              | Defensa        | 25 de junio de 1990 (-27 años)      | 15     | 1 | Freamunde               |
| 7  | Zezinho              | Centrocampista | 23 de septiembre de 1992 (-25 años) | 19     | 2 | Levadiakos              |
| 8  | Francisco Júnior     | Centrocampista | 18 de enero de 1992 (-25 años)      | 0      | 0 | Strømsgodset            |
| 9  | Abel Issa Camará     | Delantero      | 6 de enero de 1990 (-28 años)       | 1      | 0 | Belenenses              |
| 10 | Bocundji Cá          | Centrocampista | 28 de diciembre de 1986 (-31 años)  | 19     | 0 | Stade de Reims          |
| 11 | Nanissio Soares      | Centrocampista | 17 de septiembre de 1991 (-26 años) | 4      | 0 | Felgueiras 1932         |
| 12 | Papa Massé Fall      | Portero        | 11 de diciembre de 1985 (-32 años)  | 1      | 0 | Polideportivo Aguadulce |
| 13 | Frédéric Mendy       | Delantero      | 18 de septiembre de 1988 (-29 años) | 2      | 1 | Ulsan Hyundai           |
| 14 | Juary Marinho Soares | Defensa        | 20 de febrero de 1992 (-25 años)    | 5      | 0 | Mafra                   |
| 15 | Toni Silva           | Delantero      | 15 de septiembre de 1993 (-24 años) | 2      | 1 | Levadiakos              |
| 16 | Agostinho Soares     | Defensa        | 27 de enero de 1990 (-27 años)      | 5      | 0 | Sporting Covilhã        |
| 17 | Leocísio Júlio Sami  | Delantero      | 18 de diciembre de 1988 (-29 años)  | 10     | 0 | Akhisar Belediyespor    |
| 18 | Piqueti Djassi       | Delantero      | 12 de febrero de 1993 (-24 años)    | 5      | 0 | Sporting Braga B        |
| 19 | João Mário           | Delantero      | 11 de octubre de 1993 (-24 años)    | 2      | 0 | Chaves                  |
| 20 | Idrissa Camará       | Delantero      | 20 de julio de 1993 (-24 años)      | 5      | 1 | Avellino 1912           |
| 21 | Aldair Djaló         | Delantero      | 31 de enero de 1992 (-25 años)      | 0      | 0 | Olhanense               |
| 22 | Mamadu Candé         | Defensa        | 29 de agosto de 1990 (-27 años)     | 11     | 0 | Tondela                 |
| 23 | Rui Dabó1            | Portero        | 5 de octubre de 1994 (-23 años)     | 0      | 0 | Cova da Piedade         |

## Malí
- Lista preliminar de 26 jugadores anunciada el 30 de diciembre de 2016.[48][49]
- Lista final de 23 jugadores anunciada el 4 de enero de 2017,[50] los tres descartados de la lista preliminar fueron Adama Traoré, Falaye Sacko y Souleymane Diarra.[51]
- Entrenador:  Alain Giresse

| #  | Nombre            | Posición       | Nacimiento (Edad)                   | PJ Sel | G | Club                   |
| -- | ----------------- | -------------- | ----------------------------------- | ------ | - | ---------------------- |
| 1  | Oumar Sissoko     | Portero        | 13 de septiembre de 1987 (-30 años) | 22     | 0 | Orléans                |
| 2  | Hamari Traoré     | Defensa        | 27 de enero de 1992 (-25 años)      | 6      | 0 | Stade de Reims         |
| 3  | Youssouf Koné     | Defensa        | 5 de julio de 1995 (-22 años)       | 6      | 0 | Lille                  |
| 4  | Salif Coulibaly   | Defensa        | 13 de mayo de 1988 (-29 años)       | 22     | 0 | Mazembe                |
| 5  | Charles Traoré    | Defensa        | 1 de enero de 1992 (-26 años)       | 1      | 0 | Troyes                 |
| 6  | Lassana Coulibaly | Centrocampista | 10 de abril de 1996 (-21 años)      | 3      | 0 | Bastia                 |
| 7  | Mustapha Yatabaré | Delantero      | 26 de enero de 1986 (-31 años)      | 31     | 6 | Kardemir Karabükspor   |
| 8  | Yacouba Sylla     | Centrocampista | 29 de noviembre de 1990 (-27 años)  | 26     | 0 | Montpellier            |
| 9  | Moussa Marega     | Delantero      | 14 de abril de 1991 (-26 años)      | 9      | 1 | Vitória Guimarães      |
| 10 | Kalifa Coulibaly  | Delantero      | 21 de agosto de 1991 (-26 años)     | 6      | 0 | Gent                   |
| 11 | Bakary Sako       | Delantero      | 26 de abril de 1988 (-29 años)      | 17     | 9 | Crystal Palace         |
| 12 | Moussa Doumbia    | Delantero      | 15 de agosto de 1994 (-23 años)     | 6      | 2 | Rostov                 |
| 13 | Molla Wagué       | Defensa        | 21 de febrero de 1991 (-26 años)    | 20     | 4 | Udinese                |
| 14 | Sambou Yatabaré   | Centrocampista | 2 de marzo de 1989 (-28 años)       | 28     | 5 | Werder Bremen          |
| 15 | Mohamed Konaté    | Defensa        | 20 de octubre de 1992 (-25 años)    | 8      | 0 | Renaissance de Berkane |
| 16 | Soumbeïla Diakité | Portero        | 25 de agosto de 1984 (-33 años)     | 47     | 0 | Stade Malien           |
| 17 | Mamoutou N'Diaye  | Centrocampista | 15 de marzo de 1990 (-27 años)      | 12     | 0 | Royal Antwerp          |
| 18 | Samba Sow         | Centrocampista | 29 de abril de 1989 (-28 años)      | 35     | 2 | Kayserispor            |
| 19 | Adama Noss Traoré | Centrocampista | 28 de junio de 1995 (-22 años)      | 3      | 1 | Monaco                 |
| 20 | Yves Bissouma     | Centrocampista | 30 de agosto de 1996 (-21 años)     | 6      | 1 | Lille                  |
| 21 | Mahamadou N'Diaye | Defensa        | 21 de julio de 1990 (-27 años)      | 17     | 3 | Troyes                 |
| 22 | Djigui Diarra     | Portero        | 27 de febrero de 1995 (-22 años)    | 11     | 0 | Stade Malien           |
| 23 | Ousmane Coulibaly | Defensa        | 9 de julio de 1989 (-28 años)       | 22     | 0 | Panathinaikos          |

## Marruecos
- Lista preliminar de 26 jugadores anunciada el 22 de diciembre de 2016.[52][53] Los centrocampistas Younes Belhanda y Oussama Tannane fueron dados de baja ambos por lesión.[54][55]
- Lista final de 23 jugadores anunciada el 4 de enero de 2017.[56] Los descartados de la lista preliminar fueron Ismail El Haddad y Mohamed Nahiri.[57]
- Entrenador:  Hervé Renard

| #  | Nombre                 | Posición       | Nacimiento (Edad)                | PJ Sel | G  | Club                    |
| -- | ---------------------- | -------------- | -------------------------------- | ------ | -- | ----------------------- |
| 1  | Yassine Bounou         | Portero        | 5 de abril de 1991 (-26 años)    | 8      | 0  | Girona                  |
| 2  | Hamza Mendyl           | Defensa        | 21 de octubre de 1997 (-20 años) | 5      | 0  | Lille                   |
| 3  | Fouad Chafik           | Defensa        | 16 de octubre de 1986 (-31 años) | 8      | 0  | Dijon                   |
| 4  | Manuel da Costa        | Defensa        | 6 de mayo de 1986 (-31 años)     | 17     | 0  | Olympiacos              |
| 5  | Mehdi Benatia          | Defensa        | 17 de abril de 1987 (-30 años)   | 43     | 1  | Juventus                |
| 6  | Romain Saïss           | Centrocampista | 26 de marzo de 1990 (-27 años)   | 8      | 0  | Wolverhampton Wanderers |
| 7  | Youssef En-Nesyri      | Delantero      | 1 de junio de 1997 (-20 años)    | 6      | 0  | Málaga                  |
| 8  | Karim El Ahmadi        | Centrocampista | 27 de enero de 1985 (-32 años)   | 34     | 1  | Feyenoord               |
| 9  | Youssef El-Arabi       | Delantero      | 3 de febrero de 1987 (-30 años)  | 39     | 15 | Lekhwiya                |
| 10 | Faycal Rherras3        | Centrocampista | 7 de abril de 1993 (-24 años)    | 2      | 0  | Heart of Midlothian     |
| 11 | Fayçal Fajr            | Centrocampista | 1 de agosto de 1988 (-29 años)   | 7      | 0  | Deportivo La Coruña     |
| 12 | Munir Mohand Mohamedi  | Portero        | 10 de mayo de 1989 (-28 años)    | 12     | 0  | Numancia                |
| 13 | Khalid Boutaïb         | Delantero      | 24 de abril de 1987 (-30 años)   | 5      | 2  | Racing Estrasburgo      |
| 14 | Mbark Boussoufa        | Centrocampista | 15 de agosto de 1984 (-33 años)  | 42     | 6  | Al-Jazira               |
| 15 | Youssef Aït Bennasser  | Centrocampista | 7 de julio de 1996 (-21 años)    | 5      | 0  | Nancy                   |
| 16 | Omar El Kaddouri2      | Centrocampista | 21 de agosto de 1990 (-27 años)  | 23     | 5  | Napoli                  |
| 17 | Nabil Dirar            | Defensa        | 25 de febrero de 1986 (-31 años) | 19     | 2  | Monaco                  |
| 18 | Amine Attouchi         | Defensa        | 7 de enero de 1992 (-26 años)    | 1      | 0  | Wydad Casablanca        |
| 19 | Mounir Obbadi          | Centrocampista | 4 de abril de 1983 (-34 años)    | 21     | 0  | Lille                   |
| 20 | Aziz Bouhaddouz1       | Delantero      | 30 de marzo de 1987 (-30 años)   | 3      | 1  | St.Pauli                |
| 21 | Mehdi Carcela-González | Centrocampista | 1 de julio de 1989 (-28 años)    | 14     | 1  | Granada                 |
| 22 | Yassine El Kharroubi   | Portero        | 29 de marzo de 1990 (-27 años)   | 2      | 0  | Lokomotiv Plovdiv       |
| 23 | Rachid Alioui          | Delantero      | 18 de junio de 1992 (-25 años)   | 5      | 1  | Nîmes Olympique         |

## República Democrática del Congo
- Lista preliminar de 31 jugadores anunciada el 23 de diciembre de 2016.[64][65]
- Lista final de 24 jugadores anunciada el 6 de enero de 2017.[66][67] Los descartados de la lista preliminar fueron Christian Luyindama, Vital Nsimba, Jonathan Bijimine, Wilson Kamavuaka, Elia Meschack, Benik Afobe y Ricky Tulengi. Aunque en un principio la CAF había publicado la lista de 23 jugadores de RD Congo incluyendo al centrocampista Hervé Kage finalmente este fue descartado por el entrenador Florent Ibenge quien incluyó al delantero Junior Kabananga en su lista final.[68][69]
- Entrenador:  Florent Ibenge

| #  | Nombre                   | Posición       | Nacimiento (Edad)                  | PJ Sel | G  | Club              |
| -- | ------------------------ | -------------- | ---------------------------------- | ------ | -- | ----------------- |
| 1  | Vumi Ley Matampi         | Portero        | 18 de abril de 1989 (-28 años)     | 21     | 0  | Mazembe           |
| 2  | Djo Issama Mpeko         | Defensa        | 30 de abril de 1989 (-28 años)     | 46     | 1  | Mazembe           |
| 3  | Fabrice N'Sakala         | Defensa        | 21 de julio de 1990 (-27 años)     | 7      | 0  | Alanyaspor        |
| 4  | Jordan Ikoko             | Defensa        | 3 de febrero de 1994 (-23 años)    | 0      | 0  | Guingam           |
| 5  | Marcel Tisserand         | Defensa        | 10 de enero de 1993 (-25 años)     | 4      | 0  | Ingolstadt 04     |
| 6  | Junior Kabananga         | Delantero      | 4 de abril de 1989 (-28 años)      | 11     | 1  | Astana            |
| 7  | Youssouf Mulumbu (3.º)   | Centrocampista | 25 de enero de 1987 (-30 años)     | 34     | 1  | Norwich City      |
| 8  | Paul-José M'Poku         | Centrocampista | 19 de abril de 1992 (-25 años)     | 6      | 3  | Panathinaikos     |
| 9  | Dieumerci Mbokani        | Delantero      | 22 de noviembre de 1985 (-32 años) | 37     | 18 | Hull City         |
| 10 | Neeskens Kebano          | Centrocampista | 10 de marzo de 1992 (-25 años)     | 13     | 3  | Fulham            |
| 11 | Jordan Botaka            | Delantero      | 24 de junio de 1993 (-24 años)     | 11     | 4  | Charlton Athletic |
| 12 | Jonathan Bolingi         | Delantero      | 30 de junio de 1994 (-23 años)     | 13     | 6  | Mazembe           |
| 13 | Joyce Lomalisa Mutambala | Defensa        | 18 de junio de 1993 (-24 años)     | 19     | 0  | Vita Club         |
| 14 | Gabriel Zakuani (2.º)    | Defensa        | 31 de mayo de 1986 (-31 años)      | 26     | 0  | Northampton Town  |
| 15 | Remy Mulumba             | Centrocampista | 2 de noviembre de 1992 (-25 años)  | 5      | 0  | Gazélec Ajaccio   |
| 16 | Nicaise Kudimbana        | Portero        | 21 de enero de 1987 (-30 años)     | 7      | 0  | Royal Antwerp     |
| 17 | Cédric Bakambu           | Delantero      | 11 de abril de 1991 (-26 años)     | 9      | 3  | Villarreal        |
| 18 | Merveille Bope Bokadi    | Defensa        | 21 de mayo de 1992 (-25 años)      | 10     | 1  | Mazembe           |
| 19 | Jeremy Bokila            | Delantero      | 14 de noviembre de 1988 (-29 años) | 16     | 6  | Al-Kharitiyath    |
| 20 | Jacques Maghoma          | Centrocampista | 23 de octubre de 1987 (-30 años)   | 11     | 0  | Birmingham City   |
| 21 | Firmin Mubele            | Delantero      | 17 de abril de 1994 (-23 años)     | 33     | 7  | Al-Ahli           |
| 22 | Chancel Mbemba           | Centrocampista | 8 de agosto de 1994 (-23 años)     | 29     | 1  | Newcastle United  |
| 23 | Joël Kiassumbua          | Portero        | 6 de abril de 1992 (-25 años)      | 3      | 0  | Wohlen            |

## Senegal
- Lista final de 23 jugadores anunciada el 30 de diciembre de 2016.[70][71]
- Entrenador:  Aliou Cissé

| #  | Nombre               | Posición       | Nacimiento (Edad)                   | PJ Sel | G  | Club             |
| -- | -------------------- | -------------- | ----------------------------------- | ------ | -- | ---------------- |
| 1  | Abdoulaye Diallo     | Portero        | 30 de marzo de 1992 (-25 años)      | 10     | 0  | Çaykur Rizespor  |
| 2  | Kara Mbodji (2.º)    | Defensa        | 11 de noviembre de 1989 (-28 años)  | 31     | 2  | Anderlecht       |
| 3  | Kalidou Koulibaly    | Defensa        | 20 de junio de 1991 (-26 años)      | 13     | 0  | Napoli           |
| 4  | Cheikh M'Bengue      | Defensa        | 23 de julio de 1988 (-29 años)      | 23     | 0  | Saint-Étienne    |
| 5  | Idrissa Gueye        | Centrocampista | 26 de septiembre de 1989 (-28 años) | 37     | 0  | Everton          |
| 6  | Famara Diédhiou      | Delantero      | 15 de diciembre de 1992 (-25 años)  | 3      | 1  | Angers           |
| 7  | Moussa Sow           | Delantero      | 19 de enero de 1986 (-31 años)      | 36     | 12 | Fenerbahçe       |
| 8  | Cheikhou Kouyaté     | Centrocampista | 21 de diciembre de 1989 (-28 años)  | 29     | 2  | West Ham United  |
| 9  | Mame Biram Diouf     | Delantero      | 16 de diciembre de 1987 (-30 años)  | 37     | 10 | Stoke City       |
| 10 | Sadio Mané           | Delantero      | 10 de abril de 1992 (-25 años)      | 37     | 9  | Liverpool        |
| 11 | Cheikh N'Doye        | Centrocampista | 29 de marzo de 1986 (-31 años)      | 13     | 2  | Angers           |
| 12 | Mohamed Diamé        | Centrocampista | 14 de junio de 1987 (-30 años)      | 32     | 1  | Newcastle United |
| 13 | Moussa Konaté        | Delantero      | 3 de abril de 1993 (-24 años)       | 19     | 7  | Sion             |
| 14 | Zargo Touré          | Defensa        | 11 de noviembre de 1989 (-28 años)  | 13     | 0  | Lorient          |
| 15 | Papakouli Diop       | Centrocampista | 19 de marzo de 1986 (-31 años)      | 18     | 1  | Espanyol         |
| 16 | Khadim N'Diaye (3.º) | Portero        | 5 de abril de 1985 (-32 años)       | 17     | 0  | Horoya           |
| 17 | Pape Alioune Ndiaye  | Centrocampista | 27 de octubre de 1990 (-27 años)    | 5      | 1  | Osmanlispor      |
| 18 | Ismaïla Sarr         | Delantero      | 25 de febrero de 1998 (-19 años)    | 3      | 1  | Metz             |
| 19 | Saliou Ciss          | Defensa        | 15 de junio de 1989 (-28 años)      | 9      | 0  | Valenciennes     |
| 20 | Keita Baldé Diao     | Centrocampista | 8 de marzo de 1995 (-22 años)       | 8      | 3  | Lazio            |
| 21 | Lamine Gassama       | Defensa        | 20 de octubre de 1989 (-28 años)    | 23     | 0  | Alanyaspor       |
| 22 | Henri Saivet         | Centrocampista | 26 de octubre de 1990 (-27 años)    | 14     | 0  | Saint-Étienne    |
| 23 | Pape Seydou N'Diaye  | Portero        | 11 de febrero de 1993 (-24 años)    | 1      | 0  | Niary Tally      |

## Togo
- Lista preliminar de 25 jugadores anunciada el 21 de diciembre de 2016.[72][73][74]
- Lista final de 23 jugadores anunciada el 4 de enero de 2017.[75][76] Los jugadores descartados de la lista preliminar fueron Joseph Douhadji y Victor Nukafu.
- Entrenador:  Claude Le Roy

| #  | Nombre              | Posición       | Nacimiento (Edad)                  | PJ Sel | G  | Club                   |
| -- | ------------------- | -------------- | ---------------------------------- | ------ | -- | ---------------------- |
| 1  | Cédric Mensah       | Portero        | 6 de marzo de 1989 (-28 años)      | 14     | 0  | Le Mans                |
| 2  | Franco Atchou       | Centrocampista | 31 de diciembre de 1995 (-22 años) | 4      | 0  | Dynamic Togolais       |
| 3  | Hakim Ouro-Sama     | Defensa        | 28 de diciembre de 1997 (-20 años) | 3      | 0  | Togo-Port              |
| 4  | Emmanuel Adebayor   | Delantero      | 26 de febrero de 1984 (-33 años)   | 71     | 29 | Agente libre           |
| 5  | Serge Akakpo        | Defensa        | 15 de octubre de 1987 (-30 años)   | 56     | 2  | Trabzonspor            |
| 6  | Abdoul-Gafar Mamah  | Defensa        | 24 de agosto de 1985 (-32 años)    | 81     | 0  | Dacia Chișinău         |
| 7  | Matthieu Dossevi    | Centrocampista | 12 de febrero de 1988 (-29 años)   | 14     | 2  | Standard Lieja         |
| 8  | Komlan Agbegniadan  | Delantero      | 26 de marzo de 1991 (-26 años)     | 6      | 3  | WAFA                   |
| 9  | Vincent Bossou      | Defensa        | 7 de febrero de 1986 (-31 años)    | 24     | 1  | Young Africans         |
| 10 | Floyd Ayité         | Centrocampista | 15 de diciembre de 1988 (-29 años) | 30     | 7  | Fulham                 |
| 11 | Maklibè Kouloun     | Defensa        | 5 de octubre de 1987 (-30 años)    | 6      | 0  | Dynamic Togolais       |
| 12 | Razak Boukari       | Centrocampista | 25 de abril de 1987 (-30 años)     | 15     | 1  | Châteauroux            |
| 13 | Sadat Ouro-Akoriko  | Defensa        | 1 de febrero de 1988 (-29 años)    | 33     | 1  | Al-Khaleej             |
| 14 | Prince Segbefia     | Centrocampista | 11 de marzo de 1991 (-26 años)     | 25     | 0  | Göztepe                |
| 15 | Alaixys Romao (2.º) | Centrocampista | 18 de enero de 1984 (-33 años)     | 64     | 0  | Olympiacos             |
| 16 | Kossi Agassa        | Portero        | 2 de julio de 1978 (-39 años)      | 66     | 0  | U.S. Granville         |
| 17 | Serge Gakpé         | Delantero      | 7 de mayo de 1987 (-30 años)       | 41     | 4  | Genoa                  |
| 18 | Lalawélé Atakora    | Centrocampista | 9 de noviembre de 1990 (-27 años)  | 24     | 2  | Helsingborgs           |
| 19 | Kodjo Fo Doh Laba   | Delantero      | 27 de enero de 1992 (-25 años)     | 6      | 4  | Renaissance de Berkane |
| 20 | Henritsè Eninful    | Centrocampista | 21 de julio de 1992 (-25 años)     | 9      | 0  | Doxa Katokopias        |
| 21 | Djené Dakonam       | Defensa        | 31 de diciembre de 1991 (-26 años) | 28     | 0  | Sint-Truidense         |
| 22 | Ihlas Bebou         | Centrocampista | 23 de abril de 1994 (-23 años)     | 5      | 0  | Fortuna Düsseldorf     |
| 23 | Baba Tchagouni      | Portero        | 31 de diciembre de 1990 (-27 años) | 18     | 0  | Marmande               |

## Túnez
- Lista preliminar de 41 jugadores anunciada el 20 de diciembre de 2016.[77][78]
- Lista final de 23 jugadores anunciada el 4 de enero de 2017.[79][80]
- Entrenador:  Henryk Kasperczak

| #  | Nombre                 | Posición       | Nacimiento (Edad)                   | PJ Sel | G | Club            |
| -- | ---------------------- | -------------- | ----------------------------------- | ------ | - | --------------- |
| 1  | Rami Jridi             | Portero        | 15 de septiembre de 1984 (-33 años) | 15     | 0 | Sfaxien         |
| 2  | Syam Ben Youssef       | Defensa        | 31 de marzo de 1989 (-28 años)      | 28     | 1 | Caen            |
| 3  | Aymen Abdennour (2.º)  | Defensa        | 6 de agosto de 1989 (-28 años)      | 50     | 2 | Valencia        |
| 4  | Zied Boughattas        | Centrocampista | 5 de diciembre de 1990 (-27 años)   | 7      | 0 | Étoile du Sahel |
| 5  | Slimane Kchouk         | Defensa        | 7 de mayo de 1994 (-23 años)        | 1      | 0 | Bizertin        |
| 6  | Chamseddine Dhaouadi   | Defensa        | 16 de enero de 1987 (-30 años)      | 10     | 0 | Espérance       |
| 7  | Youssef Msakni         | Centrocampista | 28 de octubre de 1990 (-27 años)    | 37     | 5 | Lekhwiya        |
| 8  | Hamza Lahmar           | Centrocampista | 28 de mayo de 1990 (-27 años)       | 9      | 2 | Étoile du Sahel |
| 9  | Ahmed Akaïchi          | Delantero      | 23 de febrero de 1989 (-28 años)    | 22     | 9 | Ittihad         |
| 10 | Wahbi Khazri           | Centrocampista | 8 de febrero de 1991 (-26 años)     | 27     | 9 | Sunderland      |
| 11 | Yassine Khenissi       | Delantero      | 6 de enero de 1992 (-26 años)       | 13     | 3 | Espérance       |
| 12 | Ali Maâloul            | Defensa        | 1 de enero de 1990 (-28 años)       | 32     | 0 | Al-Ahly         |
| 13 | Ferjani Sassi          | Centrocampista | 18 de marzo de 1992 (-25 años)      | 26     | 2 | Espérance       |
| 14 | Mohamed Amine Ben Amor | Centrocampista | 3 de mayo de 1992 (-25 años)        | 13     | 1 | Étoile du Sahel |
| 15 | Larry Azouni           | Centrocampista | 23 de marzo de 1994 (-23 años)      | 5      | 0 | Nîmes Olympique |
| 16 | Aymen Mathlouthi       | Portero        | 14 de septiembre de 1984 (-33 años) | 60     | 0 | Étoile du Sahel |
| 17 | Hamza Mathlouthi       | Defensa        | 25 de julio de 1992 (-25 años)      | 25     | 0 | Sfaxien         |
| 18 | Ahmed Khalil           | Centrocampista | 21 de diciembre de 1994 (-23 años)  | 2      | 0 | Club Africain   |
| 19 | Saber Khalifa          | Delantero      | 14 de octubre de 1986 (-31 años)    | 38     | 7 | Club Africain   |
| 20 | Mohamed Ali Yacoubi    | Defensa        | 5 de octubre de 1990 (-27 años)     | 13     | 1 | Çaykur Rizespor |
| 21 | Hamdi Nagguez          | Defensa        | 28 de octubre de 1992 (-25 años)    | 7      | 0 | Étoile du Sahel |
| 22 | Moez Ben Cherifia      | Portero        | 24 de junio de 1991 (-26 años)      | 17     | 0 | Espérance       |
| 23 | Naïm Sliti             | Centrocampista | 27 de julio de 1992 (-25 años)      | 5      | 1 | Lille           |

## Uganda
- Inicialmente se anunció una lista preliminar de 25 jugadores anunciada el 21 de noviembre de 2016,[81][82] posteriormente la lista fue ampliada a 40 jugadores,[83][84] para finalmente quedar en una lista provisional de 26 jugadores.[85][86]
- Lista final de 23 jugadores anunciada el 4 de enero de 2017.[87][88] Los jugadores descartados de la lista preliminar de 26 fueron: Benjamin Ochan, Muzamiru Mutyaba e Idris Lubega
- Entrenador:  Milutin Sredojević

| #  | Nombre              | Posición       | Nacimiento (Edad)                  | PJ Sel | G  | Club                       |
| -- | ------------------- | -------------- | ---------------------------------- | ------ | -- | -------------------------- |
| 1  | Robert Odongkara    | Portero        | 2 de septiembre de 1989 (-28 años) | 25     | 0  | Saint-George               |
| 2  | Joseph Ochaya       | Defensa        | 14 de diciembre de 1993 (-24 años) | 33     | 1  | KCCA                       |
| 3  | Geoffrey Kizito     | Centrocampista | 2 de febrero de 1993 (-24 años)    | 34     | 3  | Than Quảng Ninh            |
| 4  | Murushid Juuko      | Defensa        | 14 de abril de 1994 (-23 años)     | 18     | 0  | Simba                      |
| 5  | Isaac Isinde        | Defensa        | 16 de abril de 1991 (-26 años)     | 51     | 2  | Saint-George               |
| 6  | Tony Mawejje        | Centrocampista | 15 de diciembre de 1986 (-31 años) | 72     | 8  | Knattspyrnufélagið Þróttur |
| 7  | Yunus Sentamu       | Delantero      | 13 de agosto de 1994 (-23 años)    | 17     | 4  | Ilves Tampere              |
| 8  | Khalid Aucho        | Centrocampista | 8 de agosto de 1993 (-24 años)     | 28     | 2  | Baroka                     |
| 9  | Geoffrey Sserunkuma | Delantero      | 6 de julio de 1983 (-34 años)      | 37     | 9  | KCCA                       |
| 10 | Luwagga Kizito      | Centrocampista | 20 de diciembre de 1993 (-24 años) | 28     | 1  | Rio Ave                    |
| 11 | Geoffrey Massa      | Delantero      | 19 de febrero de 1986 (-31 años)   | 62     | 17 | Baroka                     |
| 12 | Denis Iguma         | Defensa        | 10 de febrero de 1994 (-23 años)   | 46     | 1  | Al Ahed                    |
| 13 | Moses Oloya         | Centrocampista | 22 de octubre de 1992 (-25 años)   | 43     | 0  | Hanoi T&T                  |
| 14 | Nicholas Wadada     | Defensa        | 27 de julio de 1994 (-23 años)     | 21     | 0  | Vipers                     |
| 15 | Godfrey Walusimbi   | Centrocampista | 3 de julio de 1989 (-28 años)      | 72     | 3  | Gor Mahia                  |
| 16 | Hassan Wasswa (3.º) | Centrocampista | 14 de febrero de 1988 (-29 años)   | 50     | 0  | Nejmeh                     |
| 17 | Faruku Miya         | Centrocampista | 26 de noviembre de 1997 (-20 años) | 36     | 13 | Standard Lieja             |
| 18 | Denis Onyango (2.º) | Portero        | 15 de mayo de 1985 (-32 años)      | 54     | 0  | Mamelodi Sundowns          |
| 19 | Salim Jamal         | Portero        | 27 de mayo de 1995 (-22 años)      | 5      | 0  | Al-Merreikh                |
| 20 | Timothy Awany       | Defensa        | 6 de agosto de 1996 (-21 años)     | 4      | 0  | KCCA                       |
| 21 | Muhammad Shaban     | Delantero      | 1 de enero de 1998 (-20 años)      | 2      | 0  | Onduparaka                 |
| 22 | Shafik Batambuze    | Defensa        | 17 de marzo de 1994 (-23 años)     | 2      | 0  | Tusker                     |
| 23 | Mike Azira          | Centrocampista | 22 de agosto de 1987 (-30 años)    | 2      | 0  | Colorado Rapids            |

## Zimbabue
- Lista preliminar de 31 jugadores anunciada el 18 de diciembre de 2016.[89][90]
- Lista final de 23 jugadores anunciada el 5 de enero de 2017.[91][92] Los jugadores descartados de la lista preliminar fueron: Nelson Chadya, Blessing Moyo, Liberty Chakoroma, Tendai Ndlovu, Raphael Kutinyu, Marshall Mudehwe, Talent Chawapiwa y Ronald Chitiyo.
- Entrenador:  Callisto Pasuwa

| #  | Nombre             | Posición       | Nacimiento (Edad)                   | PJ Sel | G  | Club              |
| -- | ------------------ | -------------- | ----------------------------------- | ------ | -- | ----------------- |
| 1  | Donovan Benard     | Portero        | 12 de julio de 1995 (-22 años)      | 9      | 0  | How Mine          |
| 2  | Costa Nhamoinesu   | Defensa        | 6 de enero de 1986 (-32 años)       | 7      | 1  | Sparta Praga      |
| 3  | Danny Phiri        | Centrocampista | 22 de abril de 1989 (-28 años)      | 28     | 2  | Golden Arrows     |
| 4  | Hardlife Zvirekwi  | Defensa        | 5 de mayo de 1987 (-30 años)        | 34     | 0  | CAPS United       |
| 5  | Elisha Muroiwa     | Defensa        | 28 de enero de 1989 (-28 años)      | 8      | 1  | Dynamos           |
| 6  | Onismor Bhasera    | Defensa        | 7 de enero de 1986 (-32 años)       | 28     | 0  | Supersport United |
| 7  | Mathew Rusike      | Delantero      | 28 de junio de 1990 (-27 años)      | 4      | 0  | Helsingborgs      |
| 8  | Evans Rusike       | Delantero      | 13 de junio de 1991 (-26 años)      | 8      | 2  | Maritzburg United |
| 9  | Nyasha Mushekwi    | Delantero      | 21 de agosto de 1987 (-30 años)     | 12     | 2  | Dalian Yifang     |
| 10 | Kudakwashe Mahachi | Centrocampista | 29 de septiembre de 1993 (-24 años) | 16     | 2  | Golden Arrows     |
| 11 | Tendai Ndoro       | Delantero      | 15 de mayo de 1985 (-32 años)       | 8      | 2  | Orlando Pirates   |
| 12 | Bruce Kangwa       | Defensa        | 24 de julio de 1988 (-29 años)      | 9      | 0  | Azam              |
| 13 | Cuthbert Malajila  | Delantero      | 3 de octubre de 1985 (-32 años)     | 27     | 9  | Bidvest Wits      |
| 14 | Willard Katsande   | Centrocampista | 15 de enero de 1986 (-31 años)      | 21     | 3  | Kaizer Chiefs     |
| 15 | Teenage Hadebe     | Defensa        | 17 de septiembre de 1995 (-22 años) | 9      | 3  | Chicken Inn       |
| 16 | Tatenda Mkuruva    | Portero        | 14 de enero de 1996 (-21 años)      | 12     | 0  | Dynamos           |
| 17 | Knowledge Musona   | Delantero      | 21 de junio de 1990 (-27 años)      | 24     | 14 | Oostende          |
| 18 | Marvelous Nakamba  | Centrocampista | 19 de enero de 1994 (-23 años)      | 4      | 0  | Vitesse Arnhem    |
| 19 | Lawrence Mhlanga   | Defensa        | 20 de diciembre de 1993 (-24 años)  | 9      | 2  | Chicken Inn       |
| 20 | Khama Billiat      | Centrocampista | 19 de agosto de 1990 (-27 años)     | 21     | 7  | Mamelodi Sundowns |
| 21 | Tinotenda Kadewere | Delantero      | 5 de enero de 1996 (-22 años)       | 3      | 0  | Djurgårdens       |
| 22 | Oscar Machapa      | Defensa        | 1 de junio de 1987 (-30 años)       | 9      | 0  | Vita Club         |
| 23 | Takabva Mawaya     | Portero        | 2 de febrero de 1993 (-24 años)     | 0      | 0  | ZPC Kariba        |